# West River of Pictou
West River of Pictou är ett vattendrag i Kanada.   Det ligger i provinsen Nova Scotia, i den östra delen av landet, 1 000 km öster om huvudstaden Ottawa.
I omgivningarna runt West River of Pictou växer i huvudsak blandskog. Runt West River of Pictou är det glesbefolkat, med 8 invånare per kvadratkilometer.